# ساندرا توريس
ساندرا توريس (بالإسبانية: Sandra Torres)‏ هي عداءة مراثونية أرجنتينية، ولدت في 21 ديسمبر 1974.

## وصلات خارجية
- ساندرا توريس على موقع الاتحاد الدولي لألعاب القوى (الإنجليزية)
- ساندرا توريس على موقع أوليمبيديا (الإنجليزية)